# Cueva del Corchadillo
La cueva del Corchadillo es un abrigo con representaciones rupestres localizado en el término municipal de Los Barrios, provincia de Cádiz (España). Pertenece al conjunto de yacimientos rupestres denominado Arte sureño, muy relacionado con el arte rupestre del arco mediterráneo de la península ibérica.
El abrigo, formado por la erosión de roca arenisca, se encuentra situado en la Sierra del Niño y muy cerca de la Cueva de Bacinete. Se trata de un abrigo doble situado en una peña aislada en la ladera del monte.
Esta covacha, junto a sus representaciones rupestres, fueron descritas por primera vez por el arqueólogo francés Henri Breuil quién la llamó Peñón de la Cueva. El arqueólogo alemán Uwe Topper en los años 80 del siglo XX en su descripción de las cuevas de la región le dio el nombre actual siguiendo la toponimia de la región.
Entre las dos covachas suman más de cuarenta signos, muchos de ellos degradados por la acción del viento. Owe Topper los sitúa en el segundo milenio antes de nuestra era e identifica un alfabeto primitivo similar al alfabeto Ogham y signos numerarios similares a los utilizados en el alfabeto ibero. Aun con ello la mayor parte de los signos son los usuales de la región con coníferas, íbices, representaciones antropomorfas y otros símbolos esquemáticos.